# Asti Calcio a 5 2012-2013
Questa pagina raccoglie i dati riguardanti l'Asti Calcio a 5, squadra di calcio a 5 militante in serie A, nelle competizioni ufficiali della stagione 2012-13.

## Maglie e Sponsor
Il Partner tecnico per la stagione 2011-2012 è Joma, mentre lo sponsor ufficiale è l'Istituto Ayrton Senna.

## Calciomercato

### Sessione estiva
| Lucas Braga     | CSG Putignano |
| Vampeta         | Luparense     |
| Rodolfo Fortino | Luparense     |
| Marcos Bernardi | Lazio         |
| Marquinho       | Kaos          |
| Hernán Garcias  | Montesilvano  |

| Danilo Scarparo | Rescissione contrattuale |
| Raphael Bessa   | Rescissione contrattuale |
| Ricardo Zanella | Loreto Aprutino          |
| Luca Modica     | Astense                  |

### Sessione invernale
| Marco Boaventura | Aosta |

| Partenze | Partenze | Partenze | Partenze |
| Nome     | a        |          |          |
| -------- | -------- | -------- | -------- |

## Organigramma
- Presidente: Maria Cristina Truffa
- Vice Presidente: Gian Claudio Giovannone
- Segretario: Sergio Lombardi
- Direttore sportivo: Sinisa Milosevic
- Tesoriere: Gabriele Pittarelli
- Consigliere: Claudio Giovannone
- Consigliere: Maurizio Lombardi
- Addetto stampa: Lorenzo Lombardi
- Addetto arbitri: Salvatore Toscano
- Team Manager: Roberto Massimelli

## Organico

### Prima squadra
| N° | Naz.                                   | Ruolo | Sportivo               | Anno     |  |  |
| -- | -------------------------------------- | ----- | ---------------------- | -------- |  |  |
| 3  | Brasile (bandiera) · Italia (bandiera) | UNI   | Gabriel Lima           | 19.08.87 |  |  |
| 5  | Italia (bandiera)                      | DIF   | Antonio Celentano      | 04.09.90 |  |  |
| 6  | Brasile (bandiera) · Italia (bandiera) | PIV   | Ramon Bueno Ardite     | 27.09.84 |  |  |
| 7  | Brasile (bandiera)                     | LAT   | Diego Cavinato         | 06.05.85 |  |  |
| 8  | Brasile (bandiera)                     | DIF   | Douglas Corsini        | 31.08.82 |  |  |
| 9  | Brasile (bandiera)                     | LAT   | Eduardo Dias           | 13.09.80 |  |  |
| 10 | Italia (bandiera)                      | LAT   | Vampeta                | 18.07.84 |  |  |
| 11 | Italia (bandiera)                      | PIV   | Rodolfo Fortino        | 30.04.83 |  |  |
| 12 | Italia (bandiera)                      | POR   | Luca Casalone          | 10.01.90 |  |  |
| 13 | Italia (bandiera) · Brasile (bandiera) | PIV   | Alessandro Patias      | 08.07.85 |  |  |
| 14 | Argentina (bandiera)                   | LAT   | Hernán Garcias         | 10.06.78 |  |  |
| 15 | Italia (bandiera)                      | LAT   | Marquinho              | 22.09.85 |  |  |
| 20 | Brasile (bandiera)                     | POR   | Marcos Bernardi "Kiko" | 05.11.74 |  |  |
| 21 | Italia (bandiera)                      | LAT   | Giole Cannella         | 19.09.89 |  |  |
| 23 | Italia (bandiera) · Brasile (bandiera) | LAT   | Anderson Pellegrini    | 16.12.75 |  |  |
| 25 | Italia (bandiera)                      | POR   | Emanuele Bortot        | 15.12.82 |  |  |

### Under-21
| N° | Naz.                                   | Ruolo | Sportivo          | Anno     |  |  |
| -- | -------------------------------------- | ----- | ----------------- | -------- |  |  |
| 16 | Italia (bandiera)                      | POR   | Davide Fontebasso | 03.07.93 |  |  |
| 17 | Brasile (bandiera) · Italia (bandiera) | PIV   | Júlio De Oliveira | 08.06.91 |  |  |
| 22 | Italia (bandiera)                      | POR   | Mirco Casassa     | 09.10.92 |  |  |

## Risultati

### Campionato

#### Girone di andata
1. Kaos Futsal - Asti 	1-4
2. Asti - Alter Ego Luparense	5-5
3. Pescara - Asti	3-4
4. Asti - Real Rieti	4-2
5. Cogianco Genzano - Asti	4-9
6. Asti - Montesilvano	6-5
7. Acqua&Sapone - Asti	2-4
8. Asti - Lazio	3-3
9. Verona - Asti	2-7
10. Asti - Napoli	7-1
11. Venezia - Asti	3-4
12. Marca Futsal - Asti	3-3
13. Asti - Sport Five Putignano	8-0

#### Girone di ritorno
1. Asti - Kaos Futsal	3-1
2. Luparense - Asti	2-4
3. Asti - Pescara	7-2
4. Real Rieti - Asti	2-3
5. Asti - Cogianco Genzano	3-0
6. Montesilvano – Asti 	4 - 5
7. Asti – Acqua&Sapone	4 - 4
8. Lazio – Asti 	3 - 3
9. Asti – Verona 	8 - 5
10. Napoli – Asti 	3 - 3
11. Asti – Venezia 	4 - 1
12. Asti – Marca Futsal 	2 - 1
13. Sport Five Putignano – Asti 	1 - 8

### Play-off

#### Quarti
| Arbitri: | Giuseppe Di Gregorio (Enna) Walter Mameli (Cagliari) Gianfranco Di Padova (Termoli) |
| Crono:   | Luca Di Stefano (Albano Laziale)                                                    |

|                                   |           |                               |
| Nicolodi 4’47'’ Canabarro 27’11'’ | Marcatori | 0’47'’ Patias 37’06'’ Fortino |

| Arbitri: | Gianantonio Leonforte (Vicenza) Filippo Vidotto (San Donà di Piave) Mauro De Coppi (Conegliano) |
| Crono:   | Nicola Salvalaggio (Castelfranco Veneto)                                                        |

| |           |  |
| Patias 13'34’’, 17'31’’ (t.l.) Lima 30'24’’ Ramon 32'04’’ Corsini 33'33’’ Kiko 34'07’’ Cavinato 37'23’’ | Marcatori |  |

#### Semifinali
| Arbitri: | Domenico Daidone (Trapani) Francesca Muccardo (Roma 1) Alessandro Maggiore (Bologna) |
| Crono:   | Mezzadri Stefano (Parma)                                                             |

|                               |           |                               |
| Duarte 6'09’’ Bertoni 31'00’’ | Marcatori | 6'33’’ Patias 39'06’’ Fortino |

| Arbitri: | Francesco Massini (Roma 1) Mauro Albertini (Ascoli Piceno) Gaudenzio Raffaelli (Terni) |
| Crono:   | Ettore Quarti (Imperia)                                                                |

|                                |           |                                                 |
| Fortino 27'56’’ Patias 38'41’’ | Marcatori | 10'10’’ Bertoni 11'13’’ Duarte 34'51’’ Follador |

### Coppa Italia
| Arbitri: | Giacomo De Varti (Foggia) Marco Vocca (Battipaglia) Giovanni D’Oria (Bari) |
| Crono:   | Antonio Sessa (Foggia)                                                     |

|                                               |           |                                                                   |
| Vampeta 24'11’’ Fortino 35'12’’ Ramon 35'51’’ | Marcatori | 32'11’’ Bocão 36'17’’ Calderolli 39'13’’ Junior 39'30’’ Velázquez |

### Supercoppa italiana
| Arbitri: | Marco Vocca (Battipaglia) Giacomo De Varti (Foggia) Giovanni D’Oria (Bari) |
| Crono:   | Giovanni Nero (Latina)                                                     |

|                                     |                      |                             |
| Pedotti Honorio Caputo Canal Merlim | Tiri di rigore 4 – 2 | Fortino Patias Lima Vampeta |

## Statistiche

### Statistiche di squadra
| Competizione        | Punti | In casa | In casa | In casa | In casa | In trasferta | In trasferta | In trasferta | In trasferta | Totale | Totale | Totale | Totale | Totale | Totale |
| Competizione        | Punti | G       | V       | N       | P       | G            | V            | N            | P            | G      | V      | N      | P      | Gf     | Gs     |
| ------------------- | ----- | ------- | ------- | ------- | ------- | ------------ | ------------ | ------------ | ------------ | ------ | ------ | ------ | ------ | ------ | ------ |
| Campionato          | 60    | 12      | 9       | 3       | 0       | 12           | 9            | 3            | 0            | 24     | 18     | 6      | 0      | 115    | 61     |
| Play-off            | -     | 2       | 1       | 0       | 1       | 2            | 0            | 2            | 0            | 4      | 1      | 2      | 1      | 13     | 7      |
| Coppa Italia        | -     | -       | -       | -       | -       | -            | -            | -            | -            | 1      | 0      | 0      | 1      | 3      | 4      |
| Supercoppa italiana | -     | -       | -       | -       | -       | 1            | 0            | 1            | 0            | 1      | 0      | 1      | 0      | 0      | 0      |
| Totale              | 60    | 14      | 10      | 3       | 1       | 15           | 9            | 6            | 0            | 30     | 19     | 9      | 2      | 131    | 72     |